# D-Ream
D:Ream er en britisk Synthpop gruppe fra Nordirland.
Partikelfysikeren Brian Cox var gennem en perioden i begyndelsen af 1990'erne keyboardspiller i bandet.

## Diskografi
- 1993: On vol 1
- 1995: World

| Musikgruppe | Spire Denne artikel om en britisk musikgruppe er en spire som bør udbygges. Du er velkommen til at hjælpe Wikipedia ved at udvide den. |